# Wild- und Naturpark Eriksberg

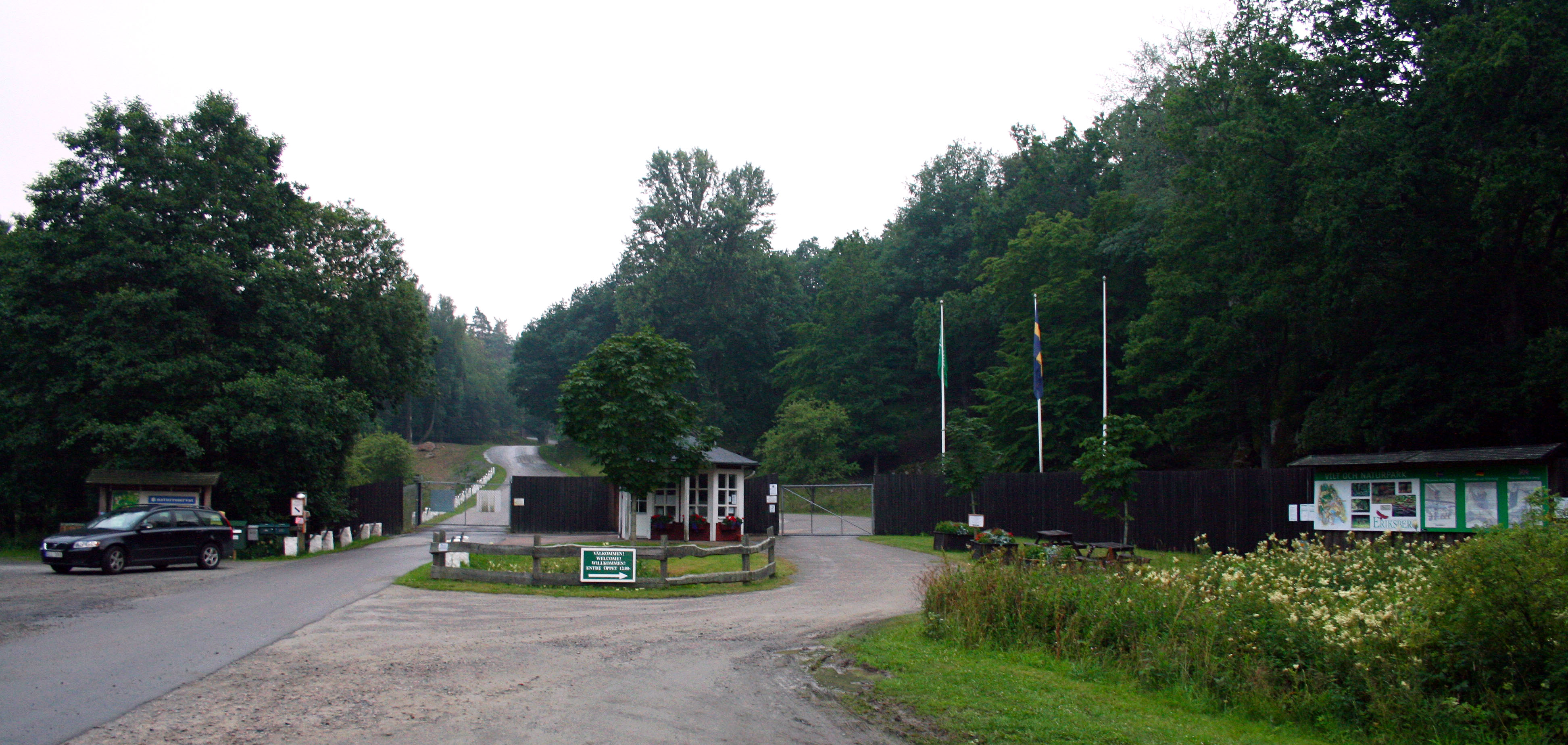
Eingangsbereich des Wild- und Naturparks Eriksberg (2009)

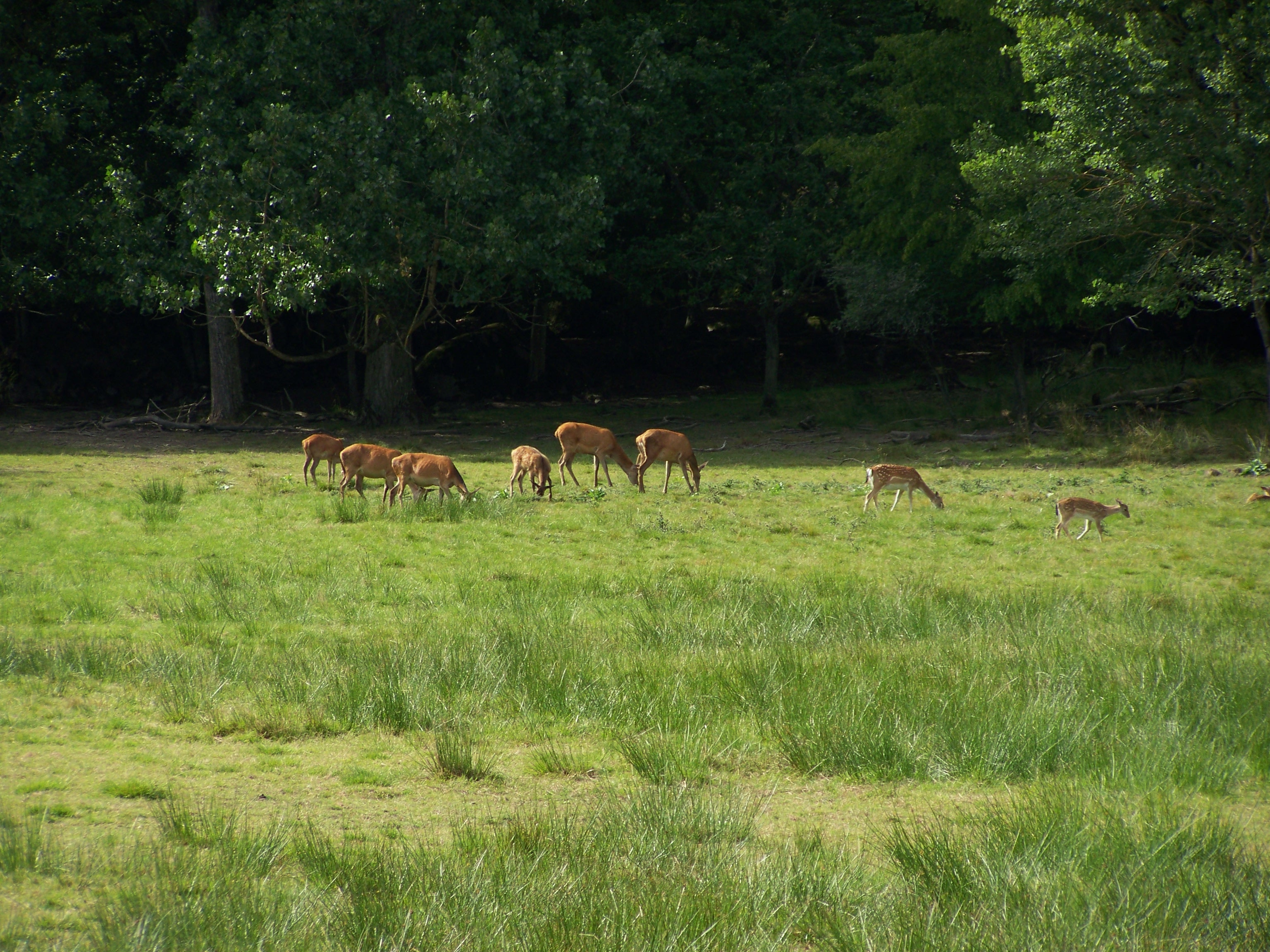
Rotwild im Wildpark (2009)

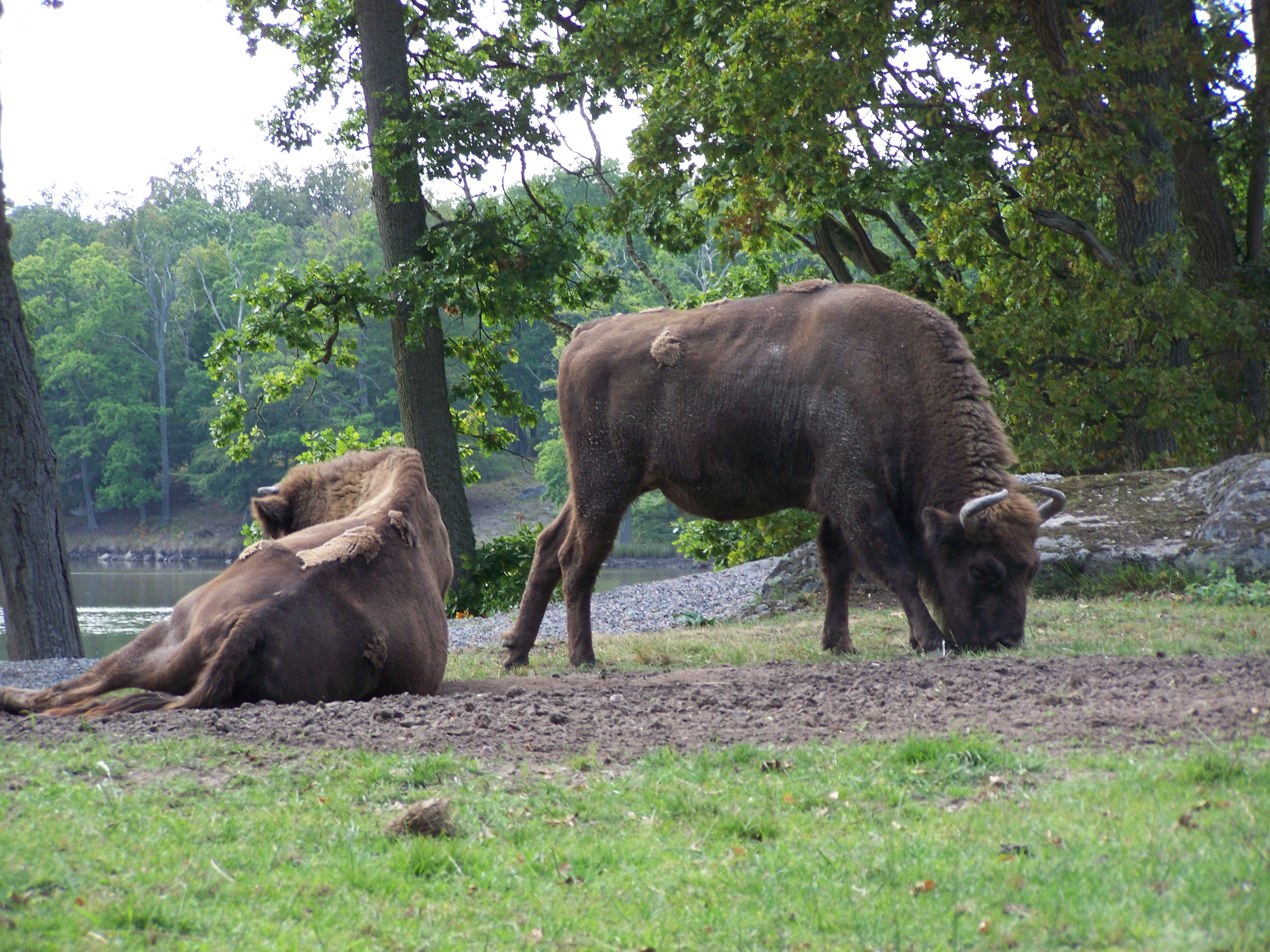
Wisente im Wildpark (2009)

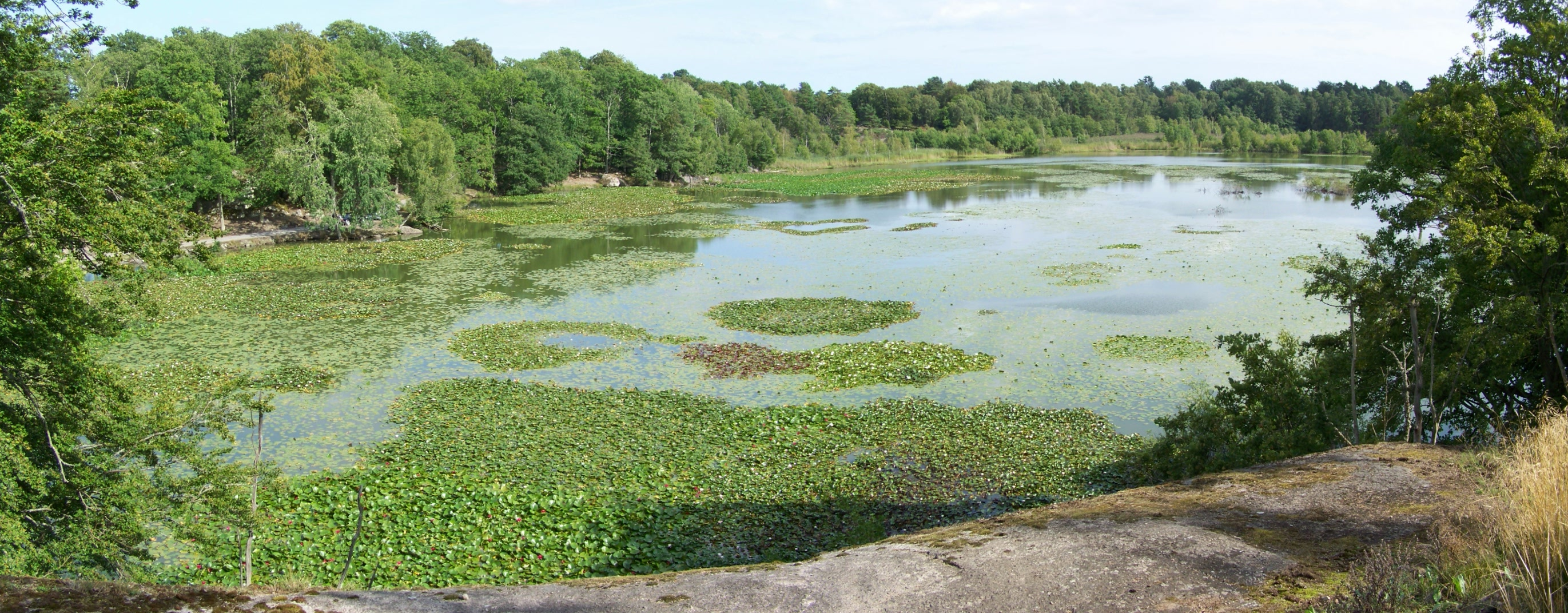
See mit Seerosen im Wildpark (2009)

Der Wild- und Naturpark Eriksberg (schwedisch: Eriksberg vilt och naturpark) ist ein im südlichen Schweden gelegener Naturpark.
Der neun Quadratkilometer große Park liegt nahe der Ortschaft Åryd in der Gemeinde Karlshamn. Er ist im Besitz der Rune Andersson Mellby Gård AB. Besucher können den Park im eigenen Auto auf festgelegten Routen durchfahren.

## Geschichte
Das 900 Hektar große Anwesen erhielt im Jahr 1781 durch den damaligen Besitzer, dem Grafen Eric Ruuth, die Gutsrechte und den Namen Eriksberg. Im Jahre 1938 ging das Gut in den Besitz des Naturfilmers Bengt Berg über. Er hegte das Gelände ein, um Versuche mit Hirschen durchzuführen. Den Bewohnern wurden dazu ihre Häuser abgekauft.

## Im Park
Im Park leben Rotwild, Damwild, Wisente, Wildschweine und Mufflons, aber auch zahlreiche Wasservögel. Das Gelände ist bewachsen mit Eichenwäldern, Hainbuchenwäldern und Nadelbäumen. Auf einem großen See im Park, dem Färsksjön, wachsen weiße und rote Seerosen. Der Park grenzt an die Schären und bietet eine für Blekinge typische Felslandschaft.

## Öffnungszeiten
Der Wildpark ist jeweils von Juni bis August geöffnet.